# Паралімпійська команда біженців на літніх Паралімпійських іграх 2020
Паралімпійська команда біженців, яка раніше була незалежною командою спортсменів-паралімпійців, змагалась на літніх Паралімпійських іграх 2020 року в Токіо, Японія, з 24 серпня по 5 вересня 2021 року. Команда складалась з шести паралімпійських спортсменів-біженців, які представляють приблизно 82 мільйони біженців у всьому світі. Про формування команди та її шести спортсменів було оголошено 30 червня 2021 року у спільній заяві МПК та УВК ООН.   Команда дебютувала на попередній Паралімпіаді, яка тоді складалась всього з двох спортсменів. Команда першою увійшла до Національного стадіону Японії під час параду націй на церемонії відкриття.  

## Представництво
Команда не представляє жодної конкретної країни; спортсмени представляють приблизно 82 мільйони людей у всьому світі, які є біженцями. За оцінками УВК ООН, 12 мільйонів із 82 мільйонів біженців мають інвалідність. Команду вітав Верховний комісар ООН у справах біженців Філіппо Гранді.  
Про створення команди було оголошено 30 червня 2021 року Міжнародним паралімпійським комітетом.
| Спортсмен/спортсменка | Країна походження | Резиденція                  | Вид спорт      | Подія                                                     |
| --------------------- | ----------------- | --------------------------- | -------------- | --------------------------------------------------------- |
| Ibrahim Al Hussein    | Сирія             | Athens, Greece              | Para swimming  | Men's 50m freestyle S9 Men's 100 m breaststroke SB8       |
| Alia Issa             | Сирія             | Athens, Greece              | Para athletics | Women's Club throw F32                                    |
| Parfait Hakizimana    | Бурунді           | Mahama Refugee Camp, Rwanda | Para taekwondo | Men's K44 -61 kg                                          |
| Abbas Karimi          | Афганістан        | Fort Lauderdale, USA        | Para swimming  | Men's 50m backstroke S5                                   |
| Anas Al Khalifa       | Сирія             | Halle, Germany              | Para canoe     | Men's Va'a Single 200m - KL2 Men's Va'a Single 200m - VL2 |
| Shahrad Nasajpour     | Іран              | Phoenix, USA                | Para athletics | Men's Discus F37                                          |
| [ 1 ] [ 2 ]           |                   |                             |                |                                                           |

Усі спортсмени вперше брали участь у Паралімпіаді, крім Ібрагіма Аль  та Шахрада Насаджпура, які виступали у 2016 році.

## Спортсмени за видом спорту та статтю
Нижче наведено кількість учасників за подією та статтю.
| Спорт          | Чоловіки | Жінки | Всього |
| -------------- | -------- | ----- | ------ |
| Легка атлетика | 1        | 1     | 2      |
| Параканое      | 1        | 0     | 1      |
| Плавання       | 2        | 0     | 2      |
| Тхеквондо      | 1        | 0     | 1      |
| Всього         | 5        | 1     | 6      |

## Спонсорство
Команда організаційно підтримується IPC, але фінансово їх спонсорує Airbnb. Airbnb покриває витрати команди, і це дозволяє спортсменам зосередитися на тренуваннях. ASICS постачає форму команді, це додає їм почуття ідентичності. Це особливо важливо, оскільки кожен з них не може використовувати прапори нації, де народився.